# 창원파티마병원
창원파티마병원(Changwon Fatima Hospital)은 김수환 추기경의 요청과 그리스도의 치유 사도직을 수행하기 위해 1969년 9월, 4개 진료과(소아과, 산부인과, 임상병리과, 방사선과)의 마산파티마병원으로 출발했다. 이후 창원시의 의료종합시설 유치계획에 따라 2002년 1월 창원파티마병원으로 확장, 개원했다.
질환별 통합치료를 위해 심·뇌혈관센터, 소화기내시경센터, 인공신장센터, 재활치료센터, 뇌졸중전문 치료실을 운영하고 있다. 신장이식을 위한 장기이식센터, 말기암 환자의 체계적 관리를 위한 호스피스완화의료센터, 환자중심 입원서비스와 간병문화 개선을 위한 간호간병통합서비스병동도 개설했다.
예방의학분야는 맞춤형 검진프로그램을 제공하는 건강증진센터와 산업체 근로자의 건강관리를 위한 산업의학센터를 운영하고 있다. PET-CT, MRI, Angio 등 최신 의료장비도 구비하여 질병의 정확한 진단과 치료를 위한 노력도 기울이고 있다.
환자와 보호자의 위안을 위해 사랑의 음악회, 파티마 갤러리, 찾아가는 시민건강강좌 등 다양한 문화 활동을 개최하고 있다. 미사, 기도, 병실방문 등 원목활동을 통해 환자들의 영적인 안정에 도움을 주고 있다. 생명존중과 지구환경보호를 위한 ‘온생명 CARE 캠페인’을 통해 자연환경보전, 에너지 절약, 잔반 줄이기 활동을 전개하고 있다. 직원들이 조성한 ‘파티마 사랑기금’으로 소외된 이웃의 진료비 지원, 해외구호기금, 해외의료봉사 등 다양한 국내외 지원사업도 펼치고 있다.
창원파티마병원은 정직하고 신뢰받은 진료로 ‘고객의 평생건강을 지키는 정직한 동반자’가 되기 위해 지역민들의 건강증진과 삶의 질 향상을 위해 노력하고 있다.

## 연혁
- 1969년 9월 : 마산파티마병원 개원(총 10병상 : 소아과, 산부인과, 임상병리과, 방사선과)
- 1996년 2월 : 창원파티마병원 기공
- 2002년 1월 : 창원파티마병원 신축 이전
- 2004년 6월 : 국내최초 DUR(Drug Utilization Review) 도입
- 2009년 2월 : 호스피스 병동 개설(말기암환자 전문의료기관 지정)
- 2010년 12월 : 외국인근로자등 소회계층 의료서비스 지원사럽 시행의료기관 인증
- 2012년 1월 : 1주기 의료기관인증 획득(보건복지부)
- 2013년 9월 : 비전선포식(고객에게 가장 사랑받는 창원대표병원)
- 2014년 4월 : 장기이식센터 개설
- 2016년 6월 : 2주기 의료기관인증 획득(보건복지부)
- 2016년 12월 : 간호간병통합서비스 시행
- 2017년 9월 : 공식 SNS 개설 (유튜브, 블로그, 페이스북)
- 2018년 5월 : 심장재활치료실 개설
- 2019년 1월 : 대한뇌졸중학회 뇌졸중센터 인증
- 2019년 3월 : 외래 증축 및 리모델링 공사 착공
- 2019년 5월 : 남녀고용평등 우수기업 고용노동부장관 표창
- 2019년 6월 : 국내최초 자동화 진단검사 시스템 구축
- 2019년 9월 : 개원 50주년 기념 및 비전 2025 선포 (고객의 평생건강을 지키는 정직한 동반자)
- 2019년 10월 : 비만대사수술 클리닉 개소
- 2020년 1월 : COVID-19 감염증 선별진료소 운영
- 2020년 3월 : COVID-19 감염증 국민안심병원 운영
- 2020년 8월 : 카카오 알림톡 서비스 제공
- 2021년 2월 : 3주기 의료기관인증 획득
- 2021년 6월 : 외래 증축 준공
- 2021년 12월 : 비만대사통합진료 시행
- 2022년 3월 : AI 바우처 지원사업 선정, 4가지 인공지능 솔루션 도입
- 2022년 4월 : 대한뇌졸중학회 '재관류치료 뇌졸중센터 인증' 획득
- 2022년 5월 : 당뇨, 인공췌장클리닉 개설
- 2022년 11월 데이케어센터 개설 및 통증클리닉 확장
- 2023년 1월 : 대한신경중재치료의학회 '신경중재치료 인증병원' 지정
- 2023년 1월 : 국토안전관리원 '지진안전시설물' 내진 특등급 인증
- 2023년 2월 : 3D 스펙트럴 CT도입, 혈관조영실 확장 및 장비 추가 도입
- 2023년 7월 : 대한심혈관중재학회 심혈관 중재시술 인증기관 지정
- 2023년 8월 : 3.0T(테슬라)S MRI 도입
- 2023년 9월 : 국가보훈부 2023 우수보훈위탁병원 선정
- 2023년 11월 : 4C병동 신설

## 병원 사진

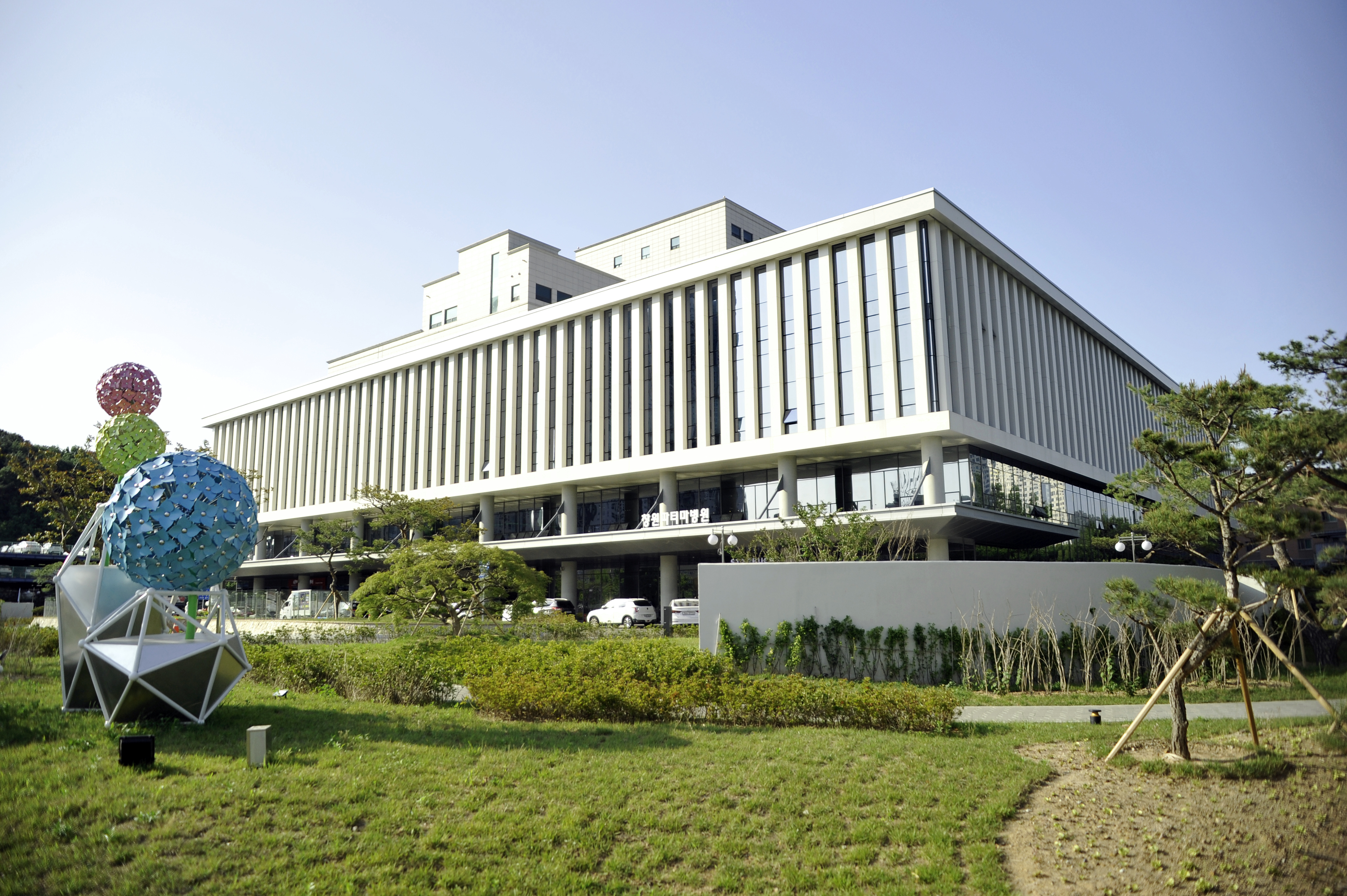
창원파티마병원 전경
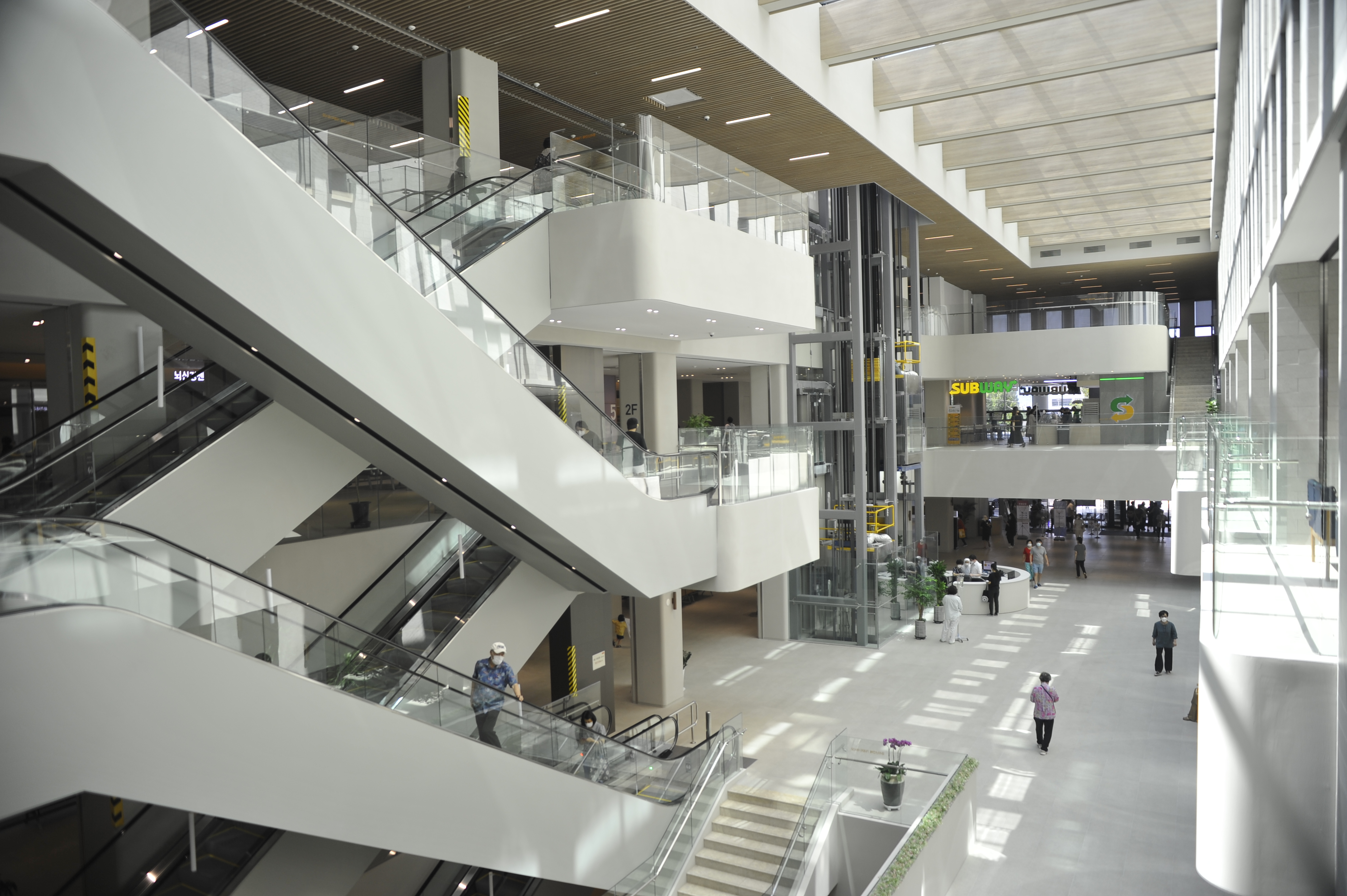
창원파티마병원 실내
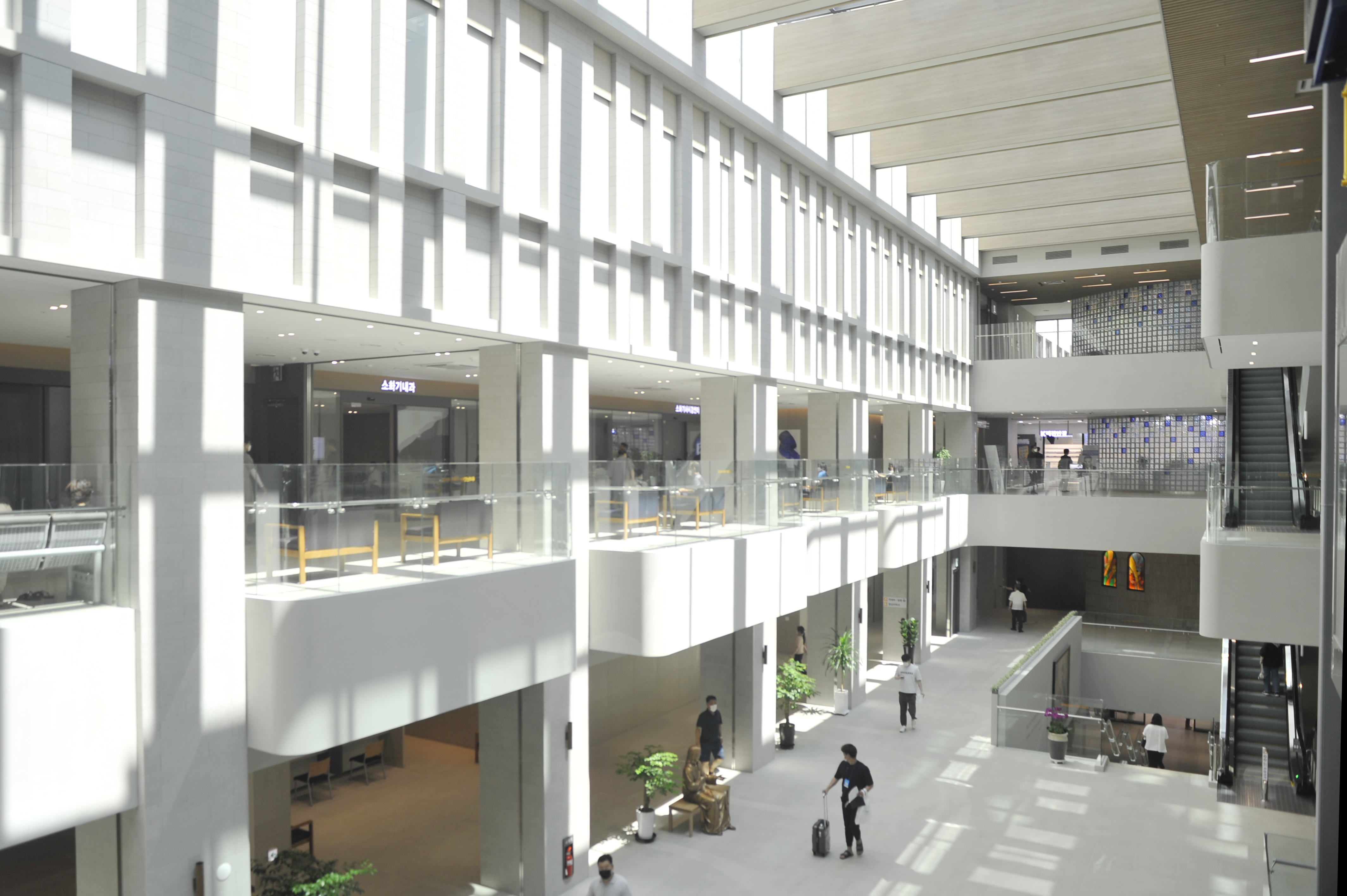
창원파티마병원 실내
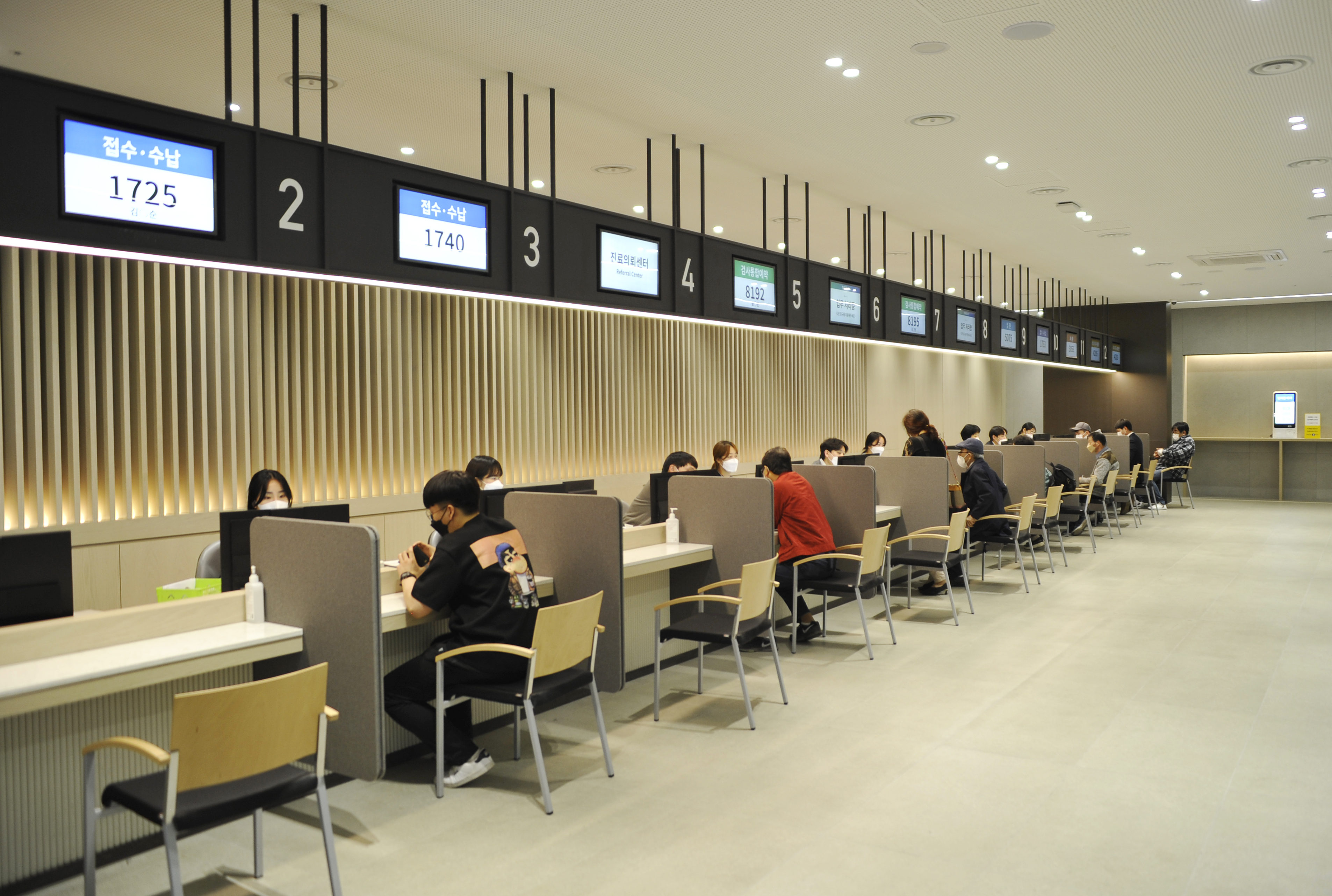
창원파티마병원 원무과
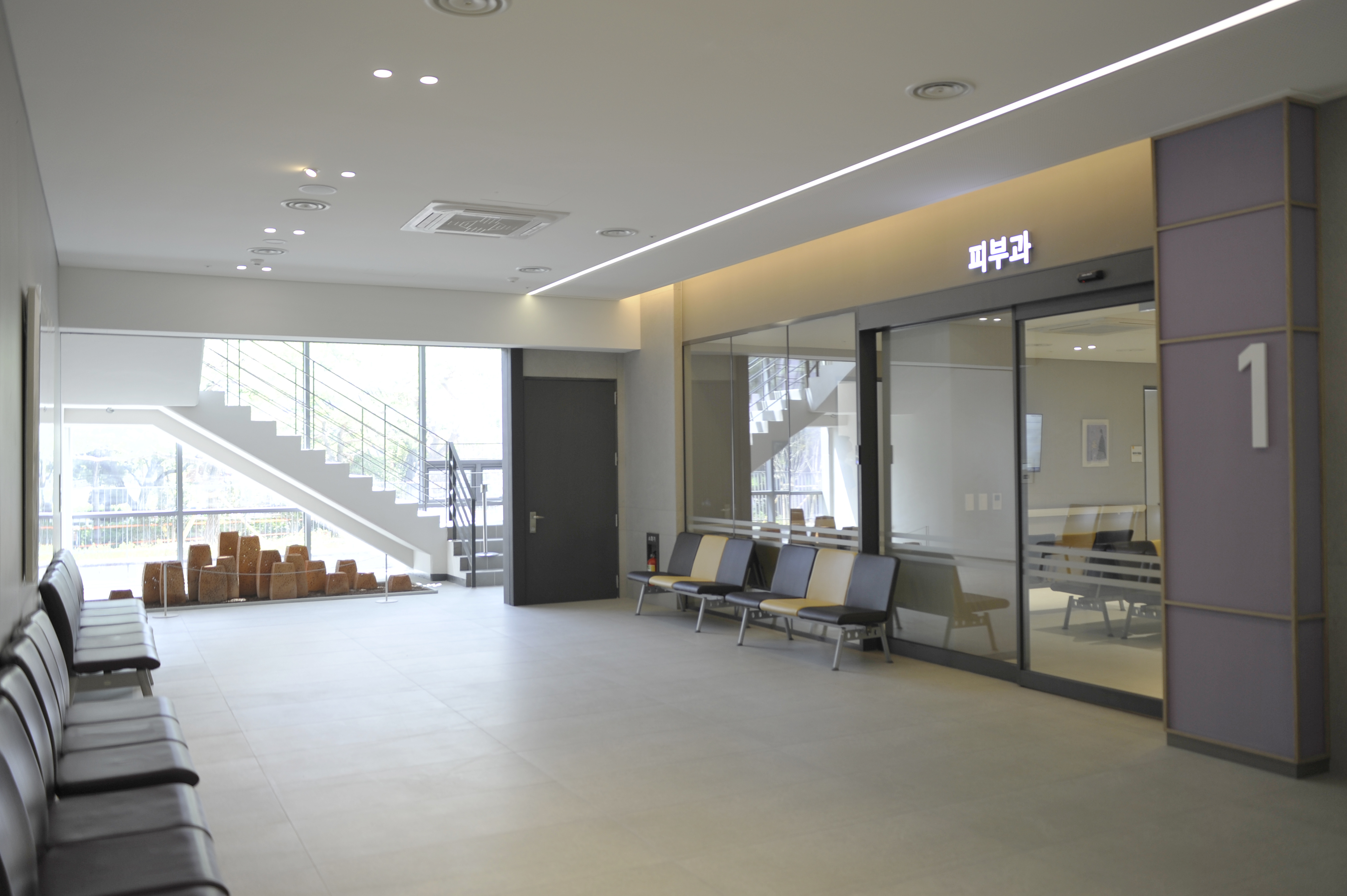
창원파티마병원 진료과 입구
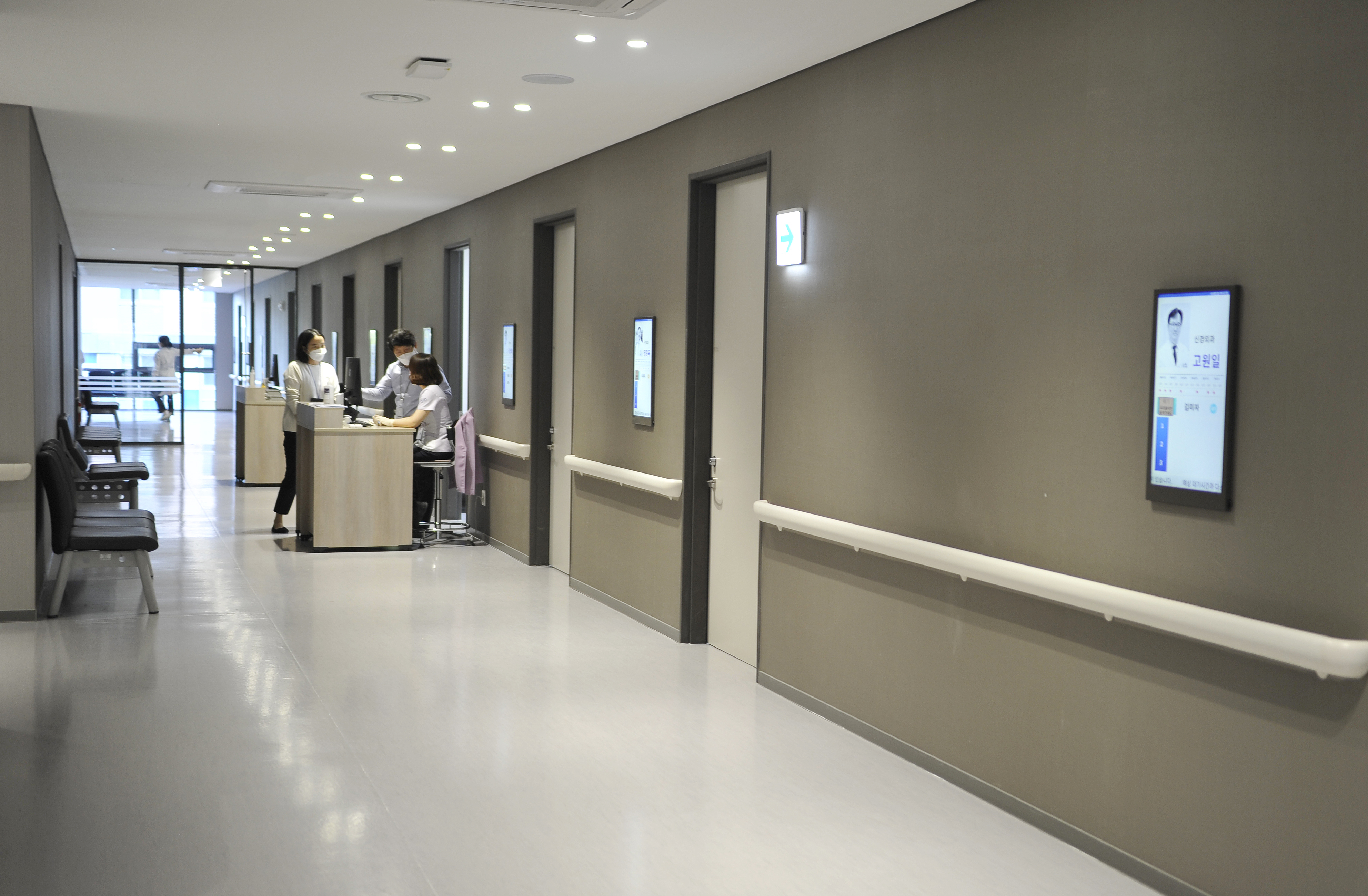
창원파티마병원 진료과 내부
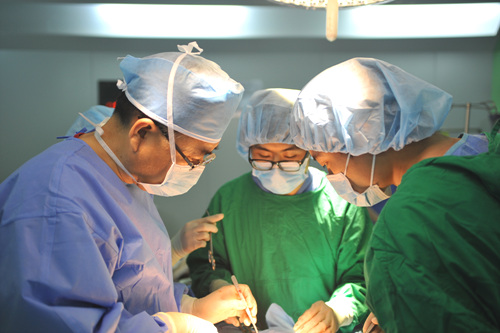
창원파티마병원 수술실
창원파티마병원 혈관조영실
파티마갤러리
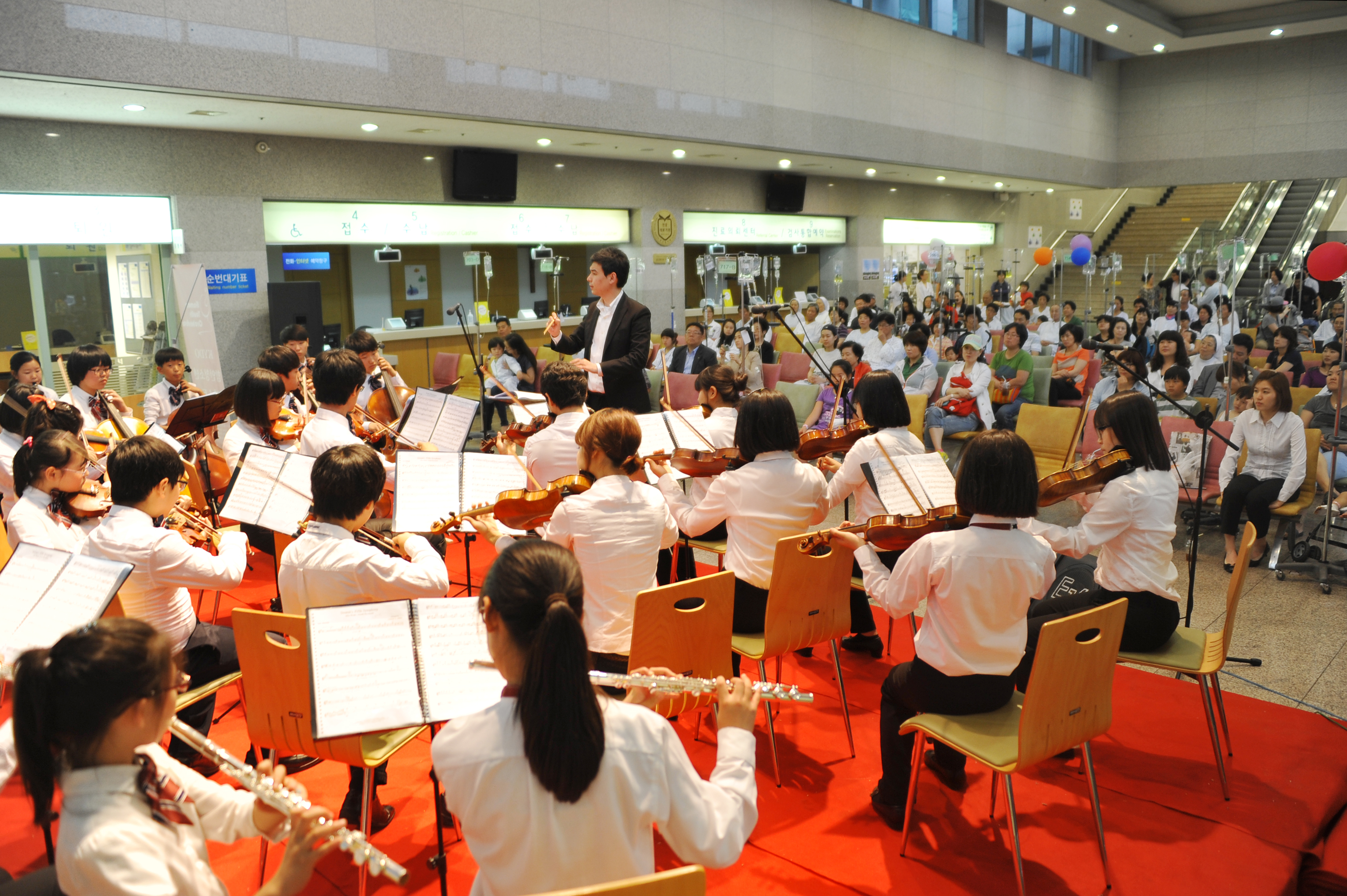
창원파티마병원 사랑의 음악회
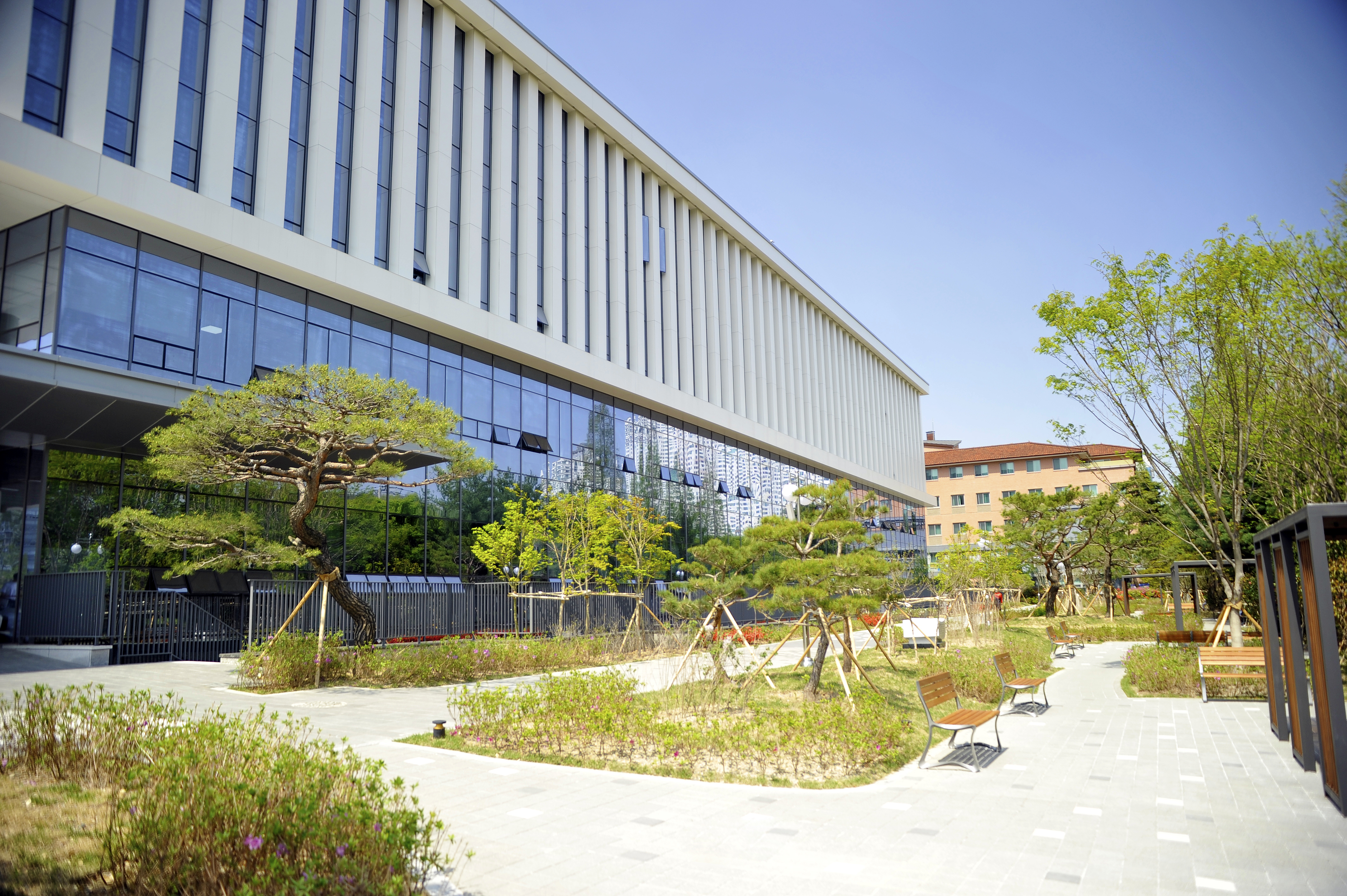
창원파티마병원 치유의 정원
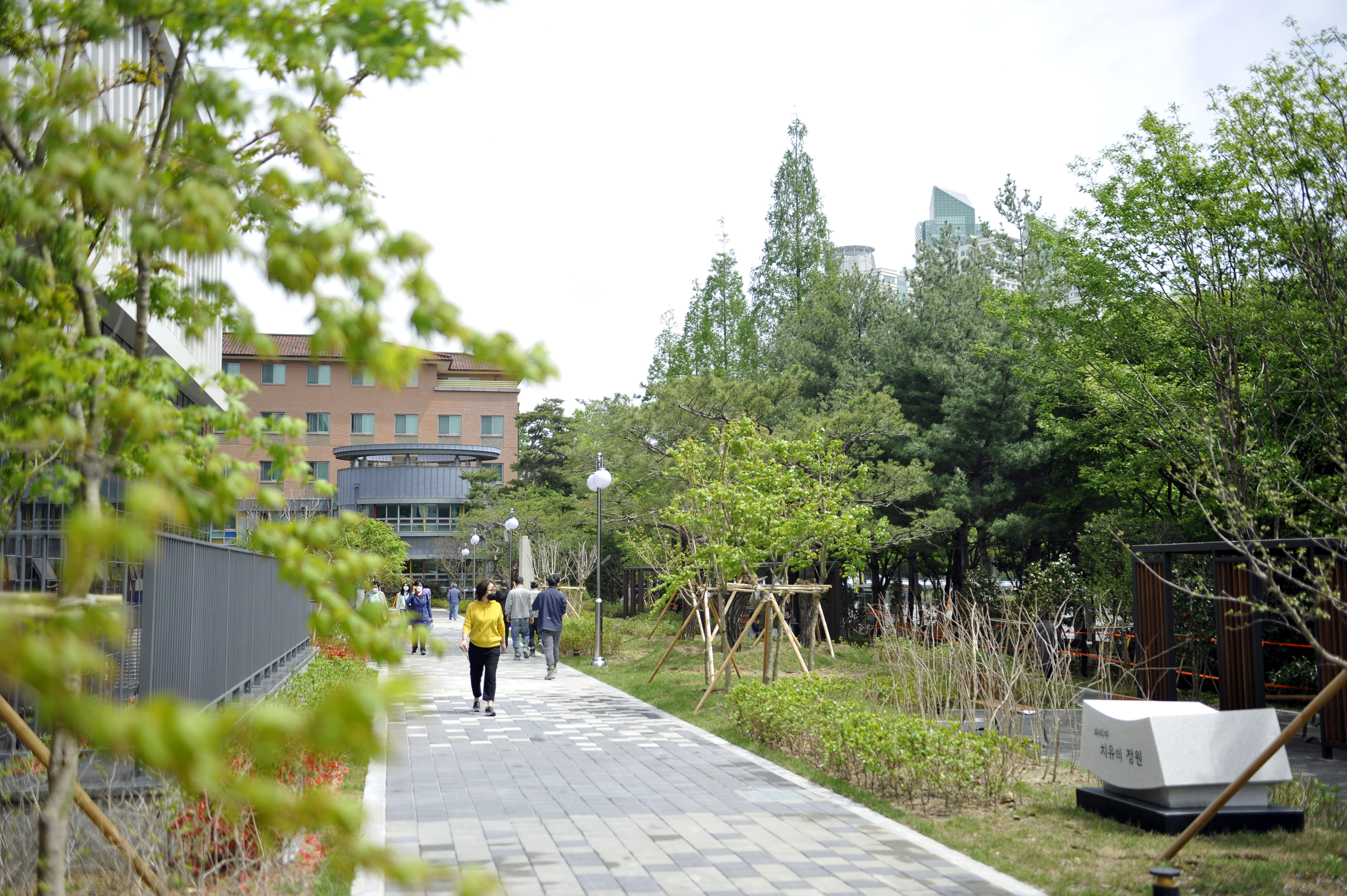
창원파티마병원 치유의 정원
창원파티마병원 파티마어린이집
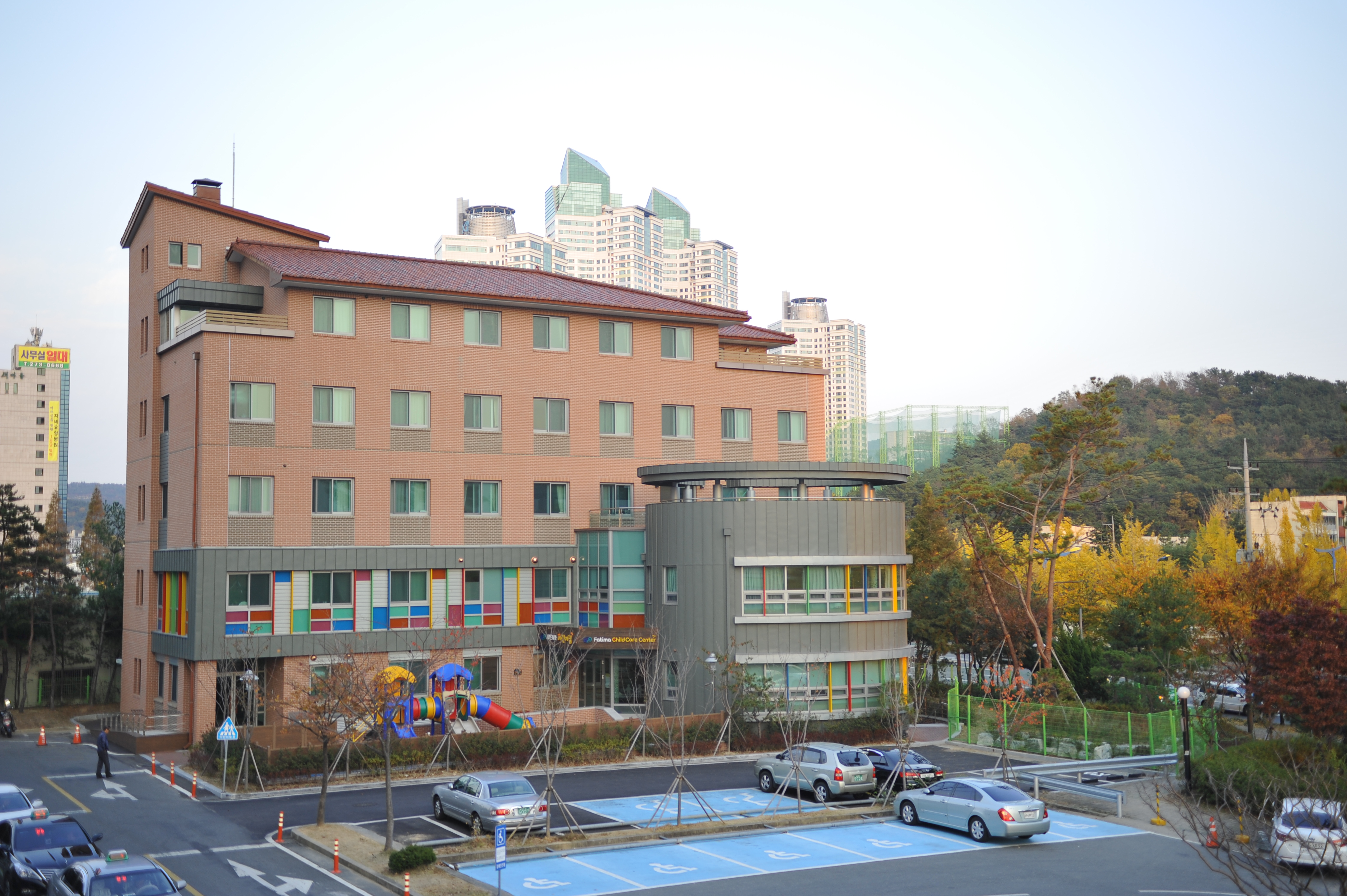
창원파티마병원 기숙사